# Массакуа
Массакуа — одна з наймогутніших монарших династій Атлантичного узбережжя Західної Африки. Її нащадки правлять у вождівствах на території Сьєрра-Леоне та Ліберії. Королівська династія Массакуа єдина в Африці, яка мала корону, змодельовану на зразок імператорських вінців Європи.

## Походження
Згідно з усною традицією, родина Массакуа походить від мисливця на ім'я Гідеон, який переселився з території Малі на територію нинішньої Сьєрра-Леоне, ймовірно, в результаті міграції мані-сумба, що почалася в Західній Африці близько 1450 року і внесла сильні зміни до політичного та етнічного складу прибережних районів Західної Африки. При цьому саме Сіака вважається засновником сучасної династії Массакуа у королівстві Галлінаса.

## Історія роду
Рід Массакуа (у перекладі з мови ваї: «великі королі») вже був впливовою правлячою родиною до того, як було засноване королівство Сіакі Массакуа. Фафуа-Лю, дружина Закарі Роджерса, головного агента Гамбійської (з 1672: Королівська африканська компанія) компанії, походила із родини Массакуа.
Сіака Массакуа завдяки низці завойовницьких війн наприкінці XVIII початку XIX століття створив у прибережній зоні сучасних Сьєрра-Леоне та Ліберії королівство Галлінас. Сіака та його нащадки були відомі як видатні работоргівці Західного узбережжя Африки. У середньому Сіака Массакуа продавав близько 2000 рабів на рік. Його син Мана Сіака був змушений під тиском британців підписати договір про заборону работоргівлі у 1850 році. Правнук Сіакі, Момол Массакуа (1869-1938), був першим дипломатом Ліберії в Європі. З 1922 по 1930 він був генеральним консулом в Німеччині. Його син Аль-Хадж та дочка Фатіма жили з ним у Гамбурзі. Внаслідок шлюбу Аль-Хаджі з німецькою медсестрою Бертою Баєць народився Ганс-Юрген Массакуа — німецько-американський журналіст та письменник. Любовний зв'язок Момолу Массакуї з німецькою покоївкою Еллі Янсен спричинили появу дитини — німецької співачки та автора пісень Фасію Янсен.

## Сучастне становище
В наше время территория королевства Галлинас разделена и частично находится в Сьерра-Леоне и в Либерии. Семья Массакуа разделилась на две ветви (Массакуа Сембехун и Массакуа Гендема). Первые правят в вождестве Галлин-Пери в Сьерра-Леоне. Вторые являются правящей семьей в вождестве Кпака в Либерии. Другие второстепенные линии считаются «королевскими» в вождествах Ниава и Соро-Гбема.
Члени родини утворили неурядову організацію «Королівство Галлінас».

## Список королів
Список
| № | Портрет | Ім'я українською           | Народження        | Смерть | Початок правління | Кінець правління |
| - | ------- | -------------------------- | ----------------- | ------ | ----------------- | ---------------- |
| 1 |         | Сіака                      | близько 1785 року | 1843   | ?                 | 1843             |
| 2 |         | Манна Сіака                | 1800              | 1872   | 1843              | 1872             |
| 3 |         | Джая                       | ?                 | ?      | 1872              | ?                |
| 4 |         | Джон Манна-Кпака (1-й раз) | 1865              | 1945   | 1913              | 1916             |
| 5 |         | Момолу Роджерс             | ?                 | 1932   | 1917              | 1932             |
| 6 |         | Джон Манна-Кпака (2-й раз) | 1865              | 1945   | 1932              | 1945             |
| 7 |         | Момо Тибо Роджерс          | ?                 | ?      | 1945              | ?                |